# 麥金托什灣
60°42′S 44°30′W / 60.700°S 44.500°W
麥金托什灣（英語：Mackintosh Cove），是南極洲的海灣，位於南奧克尼群島的勞里島北岸，處於弗雷澤角東南面，在1903年由蘇格蘭探險隊繪入地圖，現時由南極條約體系管理。